# Carl Akeley
Pour les articles homonymes, voir Akeley.
Carl Ethan Akeley est un naturaliste, un taxidermiste, photographe et un inventeur américain, né le 19 mai 1864 à Clarendon (New York) et mort le 18 novembre 1926 au Congo.

## Biographie
Carl Akeley grandit dans une ferme et ne fréquente l’école que durant trois ans. Il apprend la taxidermie auprès de David Brune à Brockport (New York) et commence son apprentissage à Rochester (New York). En 1886, Akeley part travailler au Milwaukee Public Museum (MPM) de Milwaukee (Wisconsin), où, en 1890, il crée le premier diorama d’un habitat naturel du monde. Tout en travaillant pour le MPM et le Field Museum of Natural History de Chicago, il améliore les techniques de taxidermie et développe un « fusil à béton » ("Cement gun"). Il appliquera plus tard cette méthode à base de béton à la réparation de vieux bâtiments. Akeley est aujourd’hui considéré comme l’inventeur du béton projeté.
Akeley se spécialise dans les mammifères africains, en particulier sur le gorille et l’éléphant. Comme taxidermiste, il développe une technique qui consiste à tendre la peau sur une forme parfaitement préparée pour rendre, de façon très vivante, les structures musculaires, les plis et les veines. Il place également les spécimens en groupe pour une exposition plus naturelle. De nombreux spécimens qu’il naturalise proviennent de sa chasse. Sa manière d'élever la taxidermie au rang d'art le conduit à la sculpture et il réalise nombre de sculptures animalières en bronze que l'on peut admirer au Brooklyn Museum et à l'Indiana University Art Museum.
En 1909, Akeley accompagne l’ancien président Theodore Roosevelt (1858-1919) dans son safari en Afrique et commence alors à travailler pour l’American Museum of Natural History de New York, où ses réalisations peuvent être encore vues. Akeley rejoint en 1912 le Explorers Club, soutenu par trois de ses membres : Frank Michler Chapman (1864-1945), Henry Collins Walsh (1863-1927) et Marshall Howard Saville (1867-1935). Lors de son examen d’entrée, il écrit simplement : « explorations en Somaliland et en Afrique orientale britannique ». Il devient le sixième président de ce Club en 1917-1918.

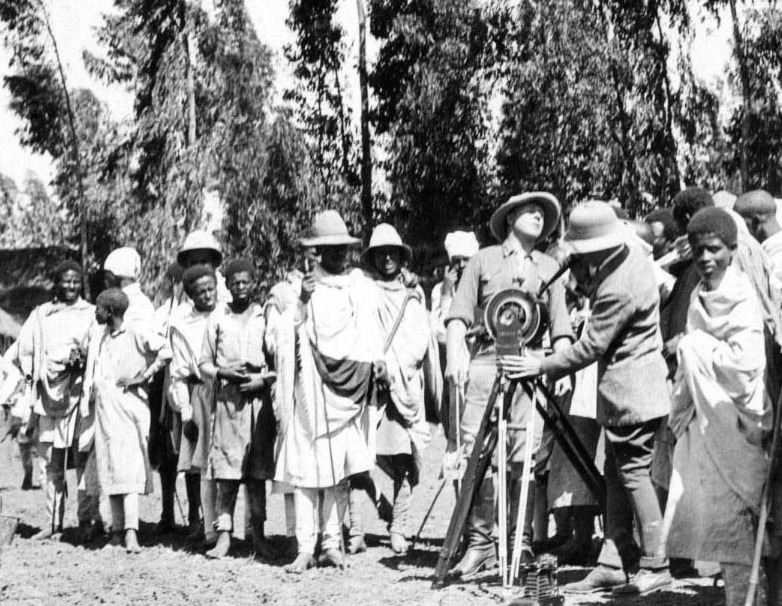
La caméra Akeley en mission ethnographique.

En 1921, déterminé à savoir si l’abattage de gorille pour alimenter les dioramas des muséums est justifié, il conduit une expédition au mont Mikeno à la limite du Congo belge. À cette époque, les gorilles sont très rares, que ce soit dans les zoos ou dans les expositions de muséums. La position d’Akeley change alors et il œuvre durant le reste de sa vie à l’établissement d’une réserve pour les gorilles au Rwanda. Opposé à leur chasse pour les trophées ou le sport, il reste cependant favorable à leur chasse pour des fins pédagogiques ou scientifiques. L’un des membres de son expédition de 1921 est une enfant de six ans, Alice Hastings Bradley, qui devient plus tard une auteure de science-fiction connue sous le nom de James Tiptree, Jr (1915-1987).
Désireux d'étudier les gorilles en les filmant, il crée en 1917 un appareil de prise de vues cinématographiques particulièrement original, qui porte son nom, caméra Akeley, et qui est vendu à quelque quatre-cent cinquante exemplaires par le biais de sa société Akeley Camera Corporation (New York). Cette caméra comporte des perfectionnements qu'aucune autre ne possède à l'époque. Il dépose, durant sa vie, plus de trente brevets pour ses diverses inventions. Akeley est aussi l’auteur de plusieurs livres, dont certains pour les enfants et il a écrit son autobiographie, In Brightest Africa (1923).
Il meurt de fièvre durant sa cinquième expédition au Congo. Il y est enterré, à seulement quelques kilomètres du lieu de sa première rencontre avec un gorille surnommé le vieil homme de Mikeno.
Il est marié  durant vingt ans à Delia J. Akeley (1875-1970). Elle l’accompagne durant ses deux plus grands safaris (en 1905 et en 1909) et retourne deux fois en Afrique pour le compte du Brooklyn Museum. Il se remarie avec Mary Jobe Akeley deux ans avant sa mort.

## Galerie

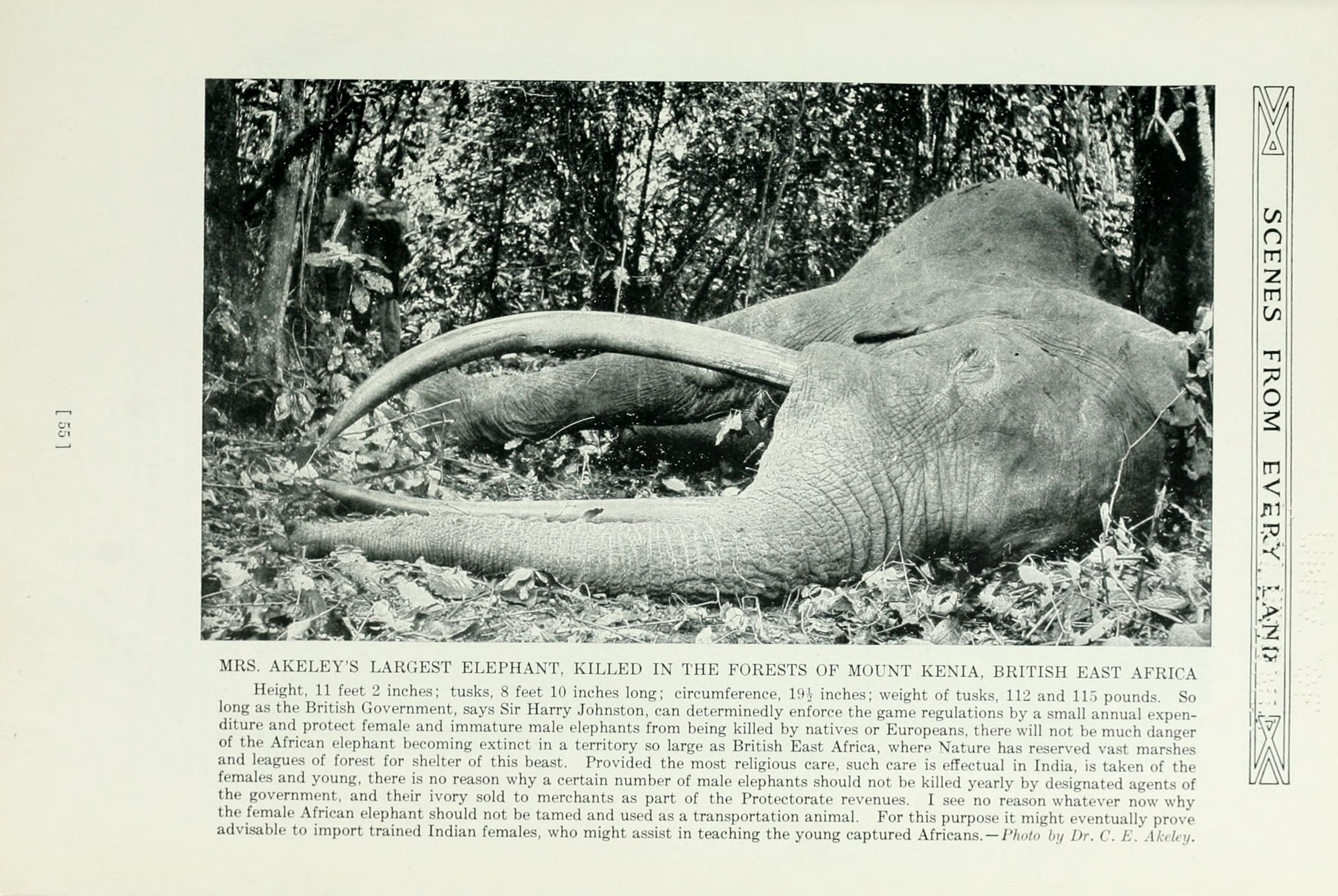
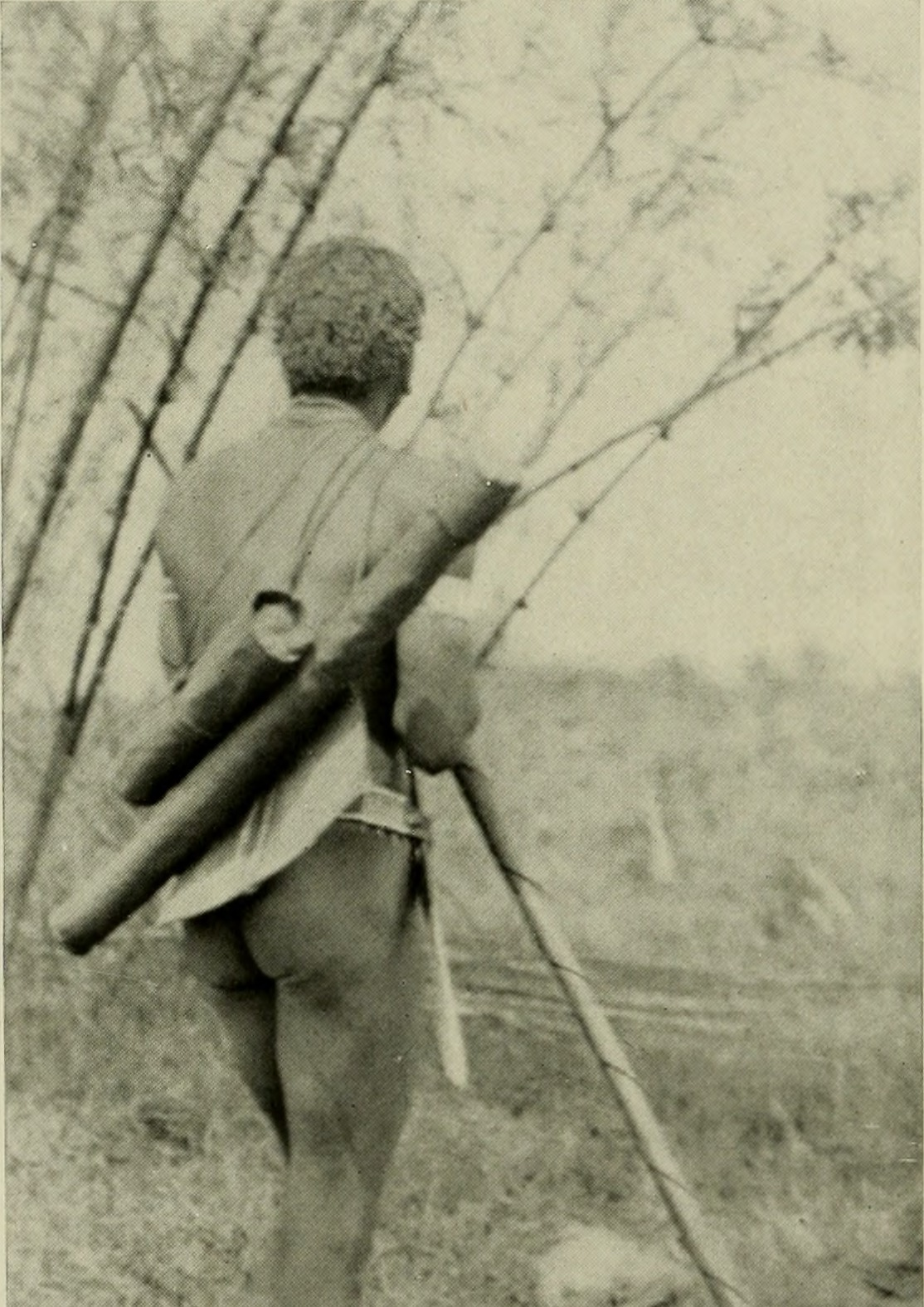
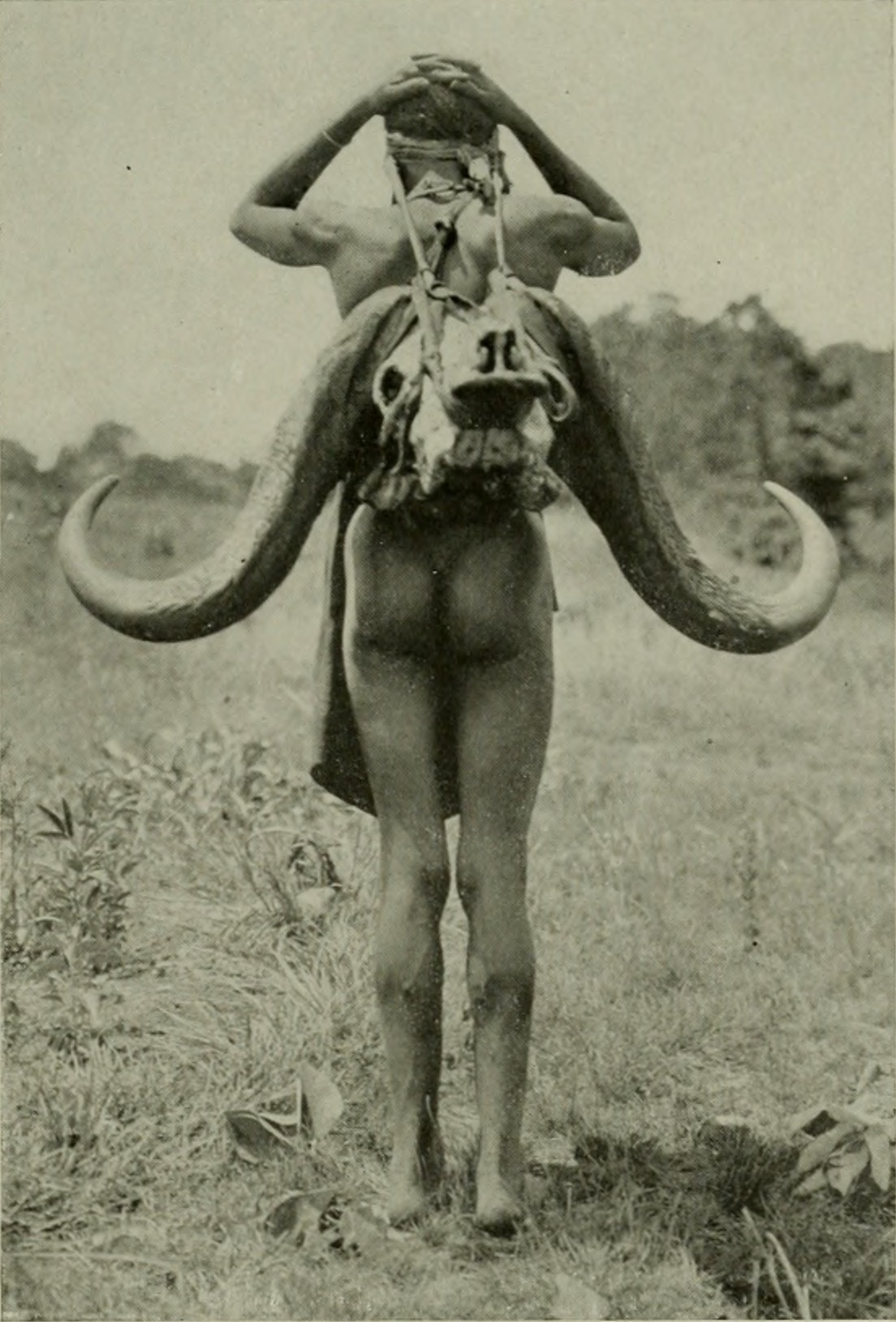
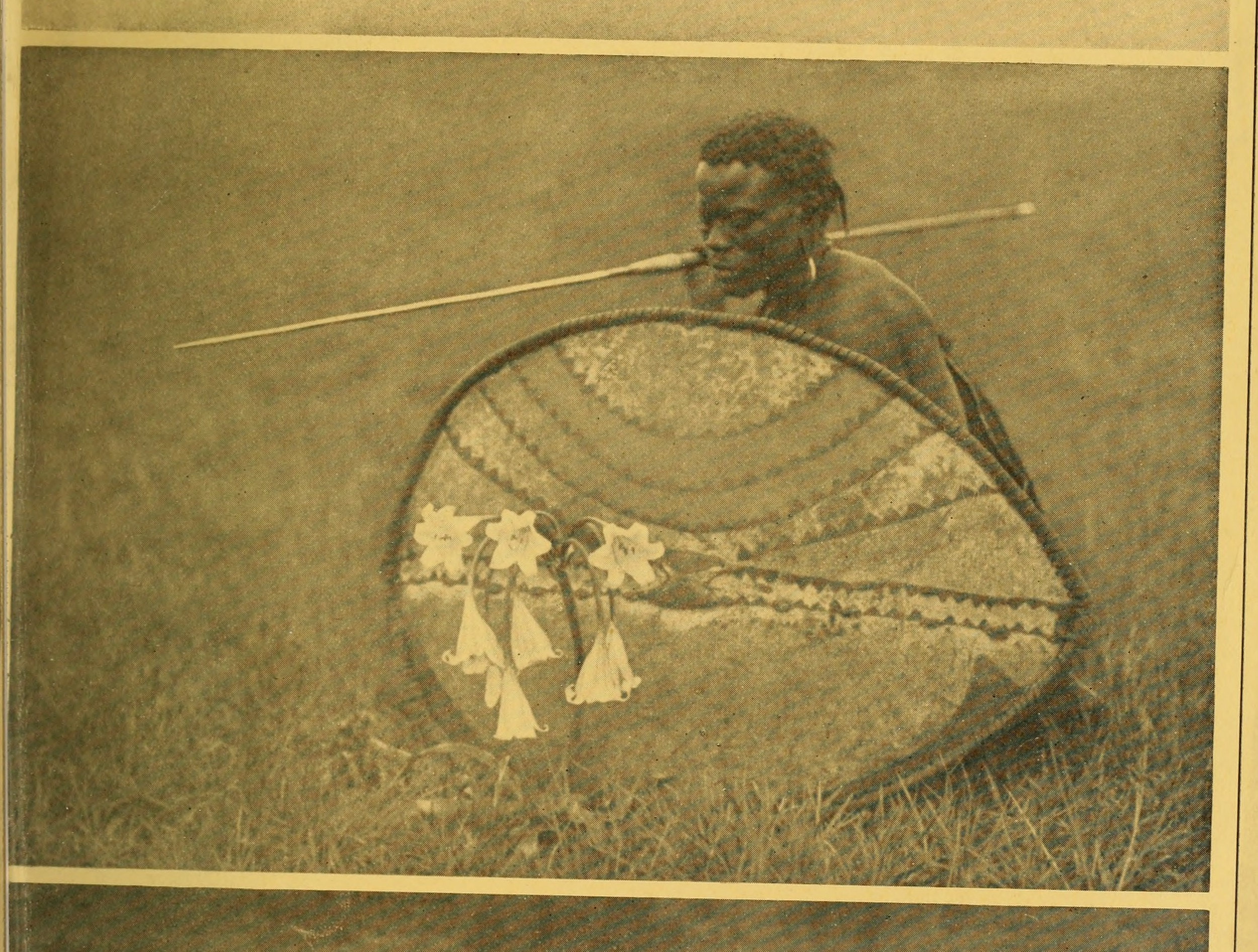

## Orientation bibliographique
- Penelope Bodry-Sanders (1998). African Obsession: The Life and Legacy of Carl Akeley, Batax Museum Publishing : 320 p.  (ISBN 978-0962975998)

## Ressources externes
- (en) Cet article est partiellement ou en totalité issu de l’article de Wikipédia en anglais intitulé « Carl Akeley » (voir la liste des auteurs).

- Notices d'autorité :   - VIAF
  - ISNI
  - IdRef
  - LCCN
  - GND
  - Espagne
  - Pays-Bas
  - Israël
  - NUKAT
  - Tchéquie
  - Portugal
  - WorldCat
- Ressources relatives aux beaux-arts :   - Art Institute of Chicago
  - Artists of the World Online
  - Bénézit
  - Musée d'Orsay
  - RKDartists
  - Union List of Artist Names
- Ressource relative à la recherche :   - Biodiversity Heritage Library
- Notices dans des dictionnaires ou encyclopédies généralistes :   - American National Biography
  - Britannica
  - Deutsche Biographie
  - Dictionary of Wisconsin History
  - Nationalencyklopedin